# Margny-lès-Compiègne
Margny-lès-Compiègne é uma comuna francesa na região administrativa de Altos da França, no departamento de Oise. Estende-se por uma área de 6,66 km². Em 2010 a comuna tinha 8 695 habitantes (densidade: 1 305,6 hab./km²).